# DAF 2800/3300/3600
DAF 2800/3300/3600 (заводской индекс F241) — крупнотоннажный грузовой автомобиль, выпускавшийся нидерландской компанией DAF Trucks в период с 1973 по 1991 год.

## История
В 1973 году представили флагманскую модель DAF 2800, которая заменила DAF 2600. DAF 2800 получил более широкую (на 20 см) кабину F241 с широкой решёткой радиатора из чёрной пластмассы и четырьмя круглыми фарами. На автомобиле устанавливали новые 11,6-литровые двигатели с турбонаддувом мощностью 280 л. с.
В 1975 году появилась версия Supercontinental с интерьером повышенного комфорта.
В 1978 году гамму DAF 2800 дополнили шасси с колёсной формулой 8 × 4 в виде самосвалов ФАД и бетономешалок.
С 1982 года пошёл в производство DAF 3300 с дизелем DKX1160 с турбонаддувом мощностью 330 л. с. Эти автомобили применялись исключительно для междугородних и специальных перевозок. В 1981 году все кабины крупнотоннажников получили усиленную звукоизоляцию, снизив уровень внутреннего шума на 4-5 дБ.
В 1985 году представили кабину Space Cab с высокой крышей. В том же году DAF внедрил второе поколение дизельных двигателей с турбонаддувом и охлаждением нагнетаемого воздуха, получившие название ATi (Advanced Turbo промежуточным), что позволило повысить мощность при сокращении расхода топлива и снижении содержания токсичных примесей в отработавших газах.
С 1985 года начался выпуск новой флагманской серии DAF 3600 с дизелем «DKZ 1160ATI» мощностью 373 л. с.
В 1987 году дебютировала новая модель DAF 95, которая постепенно заменила семейство DAF 2800/3300/3600.
Последний автомобиль DAF серии 2800/3300/3600 был изготовлен в 1991 году, параллельно с DAF 95.